# 嘉户洋
嘉户洋（日语：／ Kado Hiroshi，1971年9月20日—），日本男子摔跤运动员。他曾代表日本参加1995年世界摔跤锦标赛，获得一枚银牌。他也曾参加1996年夏季奥林匹克运动会。